# NGC 4154
NGC 4154 este o galaxie situată în constelația . A fost descoperită în  de către William Herschel.